# Авибактам
Авибактам — лекарственное средство, подавляющее действие β-лактамазы. Используется в комбинации с другими антибиотиками:
- Цефтазидим/Авибактам (Avycaz) — одобрен: США(2015)[2][3].
- Азтреонам/Авибактам — (клинические испытания).

## Механизм действия
Ингибитор β-лактамазы.